# إد كونولي
إد كونولي (بالإنجليزية: Ed Connolly) هو لاعب كرة قاعدة أمريكي، ولد في 17 يوليو 1908 في بروكلين في الولايات المتحدة، وتوفي في 12 نوفمبر 1963 في بيتسفيلد في الولايات المتحدة.

## وصلات خارجية
- إد كونولي على موقعبيزبول رفرنس.كوم (الدوري الرئيسي) (الإنجليزية)
- إد كونولي على موقعبيزبول رفرنس.كوم (الدوري الثانوي) (الإنجليزية)
- إد كونولي على موقع مشجعي الرسوم البيانية (الإنجليزية)